# 한세실업
한세실업은 1982년 설립된 대한민국의 의류 기업이다. 주로 미국의 바이어들로부터 주문을 받아 OEM 및 ODM 방식으로 의류를 제작, 납품한다. 2003년 예스24를 인수했으며, 2009년 한세예스24홀딩스를 지주회사로 하여 분할설립되었고  2014년 9월에는 두산그룹으로부터 동아출판을 인수하였으며 30만평 베트남 공장에 2만여명을 고용중이다.

## 사업
주요 바이어는 나이키, 갭, 언더아머, 핑크, 아메리칸이글 등이다. 월마트ㆍ타깃 등 세계적인 대형 유통 매장의 자체상표(PB)도 납품한다. 품목은 셔츠 등 캐주얼 의류와 숙녀복 정장 등이다.
국내방직업체나 파키스탄 또는 인도 등에서 원사를 구매하여 이를 협력업체 또는 아웃소싱을 통해 생산, 해외법인으로 보내 완제품을 만든 후 미국 등에 수출한다. 베트남, 인도네시아, 니카라과, 과테말라 등 해외에 법인을 설립하여 전세계에 생산 네트워크를 구축하고 있다. 매출구성은 거의 100%가 의류에서 나온다.

## 특징
1982년 창립 이래 의류수출 사업에만 특화해온 기업이다. 대한민국 내에서는 의류를 한 벌도 팔지 않는다. 2007년 이 회사가 미국에 수출한 의류는 모두 1억 4000만 장이다.

## 실적 및 주가
김동녕 회장의 주당 처분 단가는 125원이다.

## 같이 보기
유사한 업종의 기업으로는 영원무역, 신성통상, 세아상역, 한솔섬유 등이 있다. 이들은 모두 ODM 또는 OEM 방식의 의류 수출 사업을 하고 있다.

## 계열사
- HANSAEDREAMS CO., LTD.
- YES24
- HANSAE MK
- FRJ JEANS
- 동아출판
- HANSAE MOBILITY CO.,LTD.